# Campionati del mondo Ironman del 1996
I Campionati del mondo Ironman del 1996 hanno visto trionfare tra gli uomini il belga Luc Van Lierde, davanti al tedesco Thomas Hellriegel e all'australiano Greg Welch.
Tra le donne si è laureata campionessa del mondo per l'ottava volta la statunitense Paula Newby-Fraser.
Luc Van Lierde ha chiuso con un tempo di 8:04:08, migliorando il record della competizione di 8:07:45 appartenente a Mark Allen nell'edizione del 1993.

## Ironman Hawaii - Classifica

### Uomini
| Pos. | Tempo   | Nome              | Paese       | Ripartizione tempi | Ripartizione tempi | Ripartizione tempi | Ripartizione tempi | Ripartizione tempi |
| Pos. | Tempo   | Nome              | Paese       | Nuoto              | T1                 | Bici               | T2                 | Corsa              |
| ---- | ------- | ----------------- | ----------- | ------------------ | ------------------ | ------------------ | ------------------ | ------------------ |
|      | 8:04:08 | Luc Van Lierde    | Belgio      | 0:51:36            | 0:00               | 4:30:44            | 0:00               | 2:41:48            |
|      | 8:06:07 | Thomas Hellriegel | Germania    | 0:54:22            | 0:00               | 4:24:50            | 0:00               | 2:46:55            |
|      | 8:18:57 | Greg Welch        | Australia   | 0:51:23            | 0:00               | 4:35:43            | 0:00               | 2:51:51            |
| 4    | 8:24:37 | Peter Reid        | Canada      | 0:54:22            | 0:00               | 4:30:33            | 0:00               | 2:59:42            |
| 5    | 8:28:31 | Dave Scott        | Stati Uniti | 0:53:16            | 0:00               | 4:49:55            | 0:00               | 2:45:20            |
| 6    | 8:30:45 | Alexander Taubert | Germania    | 0:55:31            | 0:00               | 4:42:52            | 0:00               | 2:52:22            |
| 7    | 8:34:55 | Péter Kropkó      | Ungheria    | 0:54:14            | 0:00               | 4:48:12            | 0:00               | 2:52:29            |
| 8    | 8:35:29 | Jean Moureau      | Belgio      | 0:55:40            | 0:00               | 4:41:55            | 0:00               | 2:57:54            |
| 9    | 8:35:56 | Jan Van Der Marel | Paesi Bassi | 0:59:48            | 0:00               | 4:37:54            | 0:00               | 2:58:14            |
| 10   | 8:36:08 | Matthias Klumpp   | Germania    | 0:56:57            | 0:00               | 4:47:12            | 0:00               | 2:51:59            |

### Donne
| Pos. | Tempo   | Nome               | Paese       | Ripartizione tempi | Ripartizione tempi | Ripartizione tempi | Ripartizione tempi | Ripartizione tempi |
| Pos. | Tempo   | Nome               | Paese       | Nuoto              | T1                 | Bici               | T2                 | Corsa              |
| ---- | ------- | ------------------ | ----------- | ------------------ | ------------------ | ------------------ | ------------------ | ------------------ |
|      | 9:06:49 | Paula Newby-Fraser | Stati Uniti | 0:55:30            | 0:00               | 5:01:34            | 0:00               | 3:09:45            |
|      | 9:11:19 | Natascha Badmann   | Svizzera    | 1:00:41            | 0:00               | 4:53:47            | 0:00               | 3:16:51            |
|      | 9:19:13 | Karen Smyers       | Stati Uniti | 0:54:11            | 0:00               | 5:02:33            | 0:00               | 3:22:29            |
| 4    | 9:22:12 | Wendy Ingraham     | Stati Uniti | 0:51:30            | 0:00               | 5:06:44            | 0:00               | 3:23:58            |
| 5    | 9:26:42 | Ute Mueckel        | Germania    | 0:51:27            | 0:00               | 5:16:57            | 0:00               | 3:18:18            |
| 6    | 9:28:22 | Fernanda Keller    | Brasile     | 1:02:08            | 0:00               | 5:09:16            | 0:00               | 3:16:58            |
| 7    | 9:31:34 | Heather Fuhr       | Canada      | 1:01:12            | 0:00               | 5:16:02            | 0:00               | 3:14:20            |
| 8    | 9:48:14 | Lori Bowden        | Canada      | 1:08:04            | 0:00               | 5:28:00            | 0:00               | 3:12:10            |
| 9    | 9:50:34 | Krista Whelan      | Stati Uniti | 1:03:47            | 0:00               | 5:10:23            | 0:00               | 3:36:24            |
| 10   | 9:51:15 | Juliana Nievergelt | Stati Uniti | 0:54:09            | 0:00               | 5:19:54            | 0:00               | 3:37:12            |

## Ironman - Risultati della serie

### Uomini
| Evento    | Oro         | Tempo   | Argento       | Tempo   | Bronzo       | Tempo   |
| Australia | Jürgen Zäck | 8:20:25 | Holger Lorenz | 8:26:01 | Bruce Thomas | 8:29:29 |

### Donne
| Evento    | Oro                | Tempo   | Argento        | Tempo   | Bronzo           | Tempo   |
| Australia | Paula Newby-Fraser | 9:20:05 | Wendy Ingraham | 9:27:01 | Lynne McAllister | 9:44:51 |

## Calendario competizioni
| Progr. | Data           | Evento            | Sede                                   | Nazione   |
| ------ | -------------- | ----------------- | -------------------------------------- | --------- |
| 1      | 21 aprile 1996 | Ironman Australia | Forster/Tuncurry, Nuovo Galles del Sud | Australia |